# 과잉학습
과잉 학습은 교육학 용어로, 벌써 획득한 지식, 기능에 더하여 반복·계속해 학습해, 그것을 강고한 것으로 하는 것이다.

## 같이 보기
- 교육공학
- 근육 기억